# Rasha Nasr
 (juillet 2024).
Rasha Nasr (* 12 mai 1992 à Dresde) est une politicienne allemande (SPD). Lors des élections fédérales de 2021, Nasr a été élue au 20e Bundestag allemand via la liste régionale de Saxe. Depuis le 17 septembre 2022, Nasr est également, avec Albrecht Pallas, présidente de la SPD de Dresde.

## Biographie
Les parents de Nasr ont émigré de Syrie en RDA en 1986. Elle a grandi avec son frère aîné d'abord à Dresde, puis, depuis 1995, dans un village près de Wilsdruff dans le district de Meißen. En 2010, Nasr a obtenu son baccalauréat au lycée Geschwister-Scholl à Nossen. Elle a ensuite étudié les sciences politiques à l'Université technique de Dresde, obtenant son diplôme de bachelor en 2014. Nasr a d'abord travaillé au service de presse de l'Université technique de Dresde, puis comme coordinatrice de l'asile et déléguée à l'intégration de la ville de Freiberg.
En 2017, Nasr a rejoint le SPD et a travaillé depuis dans le service de presse du SPD de Saxe, et depuis 2020 comme directrice de cabinet du député régional Albrecht Pallas. De 2019 à 2021, elle a été conseillère bénévole de district dans le quartier Altstadt de Dresde. Elle est également membre du syndicat ver.di et de l'Association germano-syrienne de Dresde. Le 17 septembre 2022, Nasr a été élue nouvelle présidente de la SPD de Dresde aux côtés du député régional et ancien président Albrecht Pallas. Nasr faisait auparavant partie du conseil d'administration en tant qu'assesseure.
Lors des élections fédérales de 2021, Nasr a été candidate dans la circonscription de Dresde I (159) et a obtenu 14,6 % des voix de première préférence, se classant quatrième derrière Markus Reichel (CDU), Katja Kipping (Die Linke) et Jens Maier (AfD). Cependant, grâce à la quatrième place sur la liste régionale de la SPD de Saxe, Nasr a réussi à entrer au Bundestag. Elle est la première députée du SPD de Saxe avec un arrière-plan migratoire. Elle a été soutenue de manière significative dans sa candidature par l'initiative politique Brand New Bundestag. Initialement, au sein du groupe parlementaire SPD, elle a rejoint à la fois la Gauche parlementaire et le Réseau Berlin, mais depuis 2023, Nasr n'est plus membre que du Réseau Berlin, où elle siège également au conseil d'administration.